# Ambrogio Maestri
Ambrogio Maestri (* 1970 Pavia) je italský operní pěvec – lyrický barytonista, známý
interpretací Verdiho repertoáru, zejména ztvárněním titulní postavy opery Falstaff ve světových operních domech.

## Životopis
Narodil se roku 1970 v lombardské Pavii, kde studoval hru na klavír a zpěv u dalšího pavijského rodáka, tenoristy Umberta Grilliho. Nejvýraznější rolí, kterou ztvárnil na světových scénách, se stala titulní postava z Verdiho opery Falstaff. V roce 2001 se jako sir John Falstaff poprvé představil v rámci stého výročího Verdiho úmrtí v milánské La Scale a na prknech Verdiho divadla v parmském Bussetu pod taktovkou Riccarda Mutiho.
Z Verdiho repertoáru roku 2000 v La Scale nastudoval Dona Carla di Vargase v Síle osudu pod Mutiho vedením. V Miláně si zahrál také Renata v Maškarním plese, Jaga v Othellovi či Giorgia Germonta v La traviatě. Ve veronské aréně debutoval během sezóny 2000 v Síle osudu. Poté se do ní pravidelně vracel, jako hrabě Luna v Trubadúrovi (2001–2002), postavou etiopského krále Amonasra v Aidě (2001–2014), charakterem Nabukadnesara v Nabuccu (2003–2013) nebo v La traviatě (2004–2007). Do roku 2022 v aréně odzpíval více než sto představení. Během února 2001 prožil premiéru na německých scénách, když se představil v Deutsche Oper Berlin rolí Dona Carla di Vargase v Síle osudu.
V roce 2003 poprvé zpíval v Bavorské státní opeře v Mehtově nastudování Falstaffa. V období 2004–2011 ztvárnil ve Vídeňské státní opeře sira Johna Falstaffa po boku Eliny Garanči. Na hlavní vídeňské scéně se také představil roku 2005 v Aidě. Od sezóny 2008 v ní hrál mastičkáře Dulcamara v Nápoji lásky a v roce 2009 se stal součástí představení Nabucco. O dvě sezóny později se uvedl jako Alfio v Sedláku kavalírovi s José Curou a poté jako Tonio v Komediantech.
Na jevišti Královské opery v Covent Garden debutoval v sezóně 2004 Donem Carlem di Vargasem v Síle osudu pod režijním vedením Antonia Pappana. V Metropolitní opeře prožil premiéru v témže roce jako Amonasro v Aidě. Do pařížské národní opery zavítal roku 2006 postavou mastičkáře Dulcamara v Nápoji lásky a na scéně San Francisco Opera představoval od stejné sezóny Renata v Maškarním plese. V římském Operním divadle hrál od roku 2009 Amonasra v Aidě. V roce 2013 se vrátil do Metropolitní opery jako sir John Falstaff pod taktovkou Jamese Levina a během prosince téhož roku překonal celkovou hranici 200 představení v této roli. Stejnou postavu ztvárnil i na letním Salcburském festivalu za doprovodu Vídeňských filharmoniků řízených Zubinem Mehtou.